# Ху, Кинг
Кинг Ху Цзиньцюань (кит. трад. 胡金銓, пиньинь Hú Jīnquán; 29 апреля 1932 года, Пекин, Китай — 14 января 1997 года, Тайбэй, Тайвань) — китайский, гонконгский и тайваньский кинорежиссёр, сценарист и актёр. Известен благодаря режиссированию фильмов в жанре уся 1960-х и 1970-х годов, которые вывели китайский кинематограф и Тайваня к новым художественным высотам. Его фильмы Выпей со мной (1966), Харчевня Дракона (1967), Прикосновение дзена (1969-1971) положили начало новой эпохи фильмам жанра уся в конце 1960-х годов. Кинг Ху также был сценаристом и художником по декорациям.

## Ранние годы
Ху родился в Пекине в 1932 году в хорошо обеспеченной семье выходцев из Ханьданя провинции Хэбэй. Его дед был губернатором провинции Хэнань в конце династии Цин. Ху эмигрировал в Гонконг в 1949 году.

## Карьера
После переезда в Гонконг Ху был консультантом по рекламе, художественным дизайнером, продюсером для ряда медиакомпаний, а также репетитором английского. В 1958 году он присоединился к Shaw Brothers в качестве художника по декорациям, актёра, сценариста и ассистента режиссёра. Под влиянием тайваньского режиссёра Ли Ханьсяна Ху преступил к режиссёрской карьере, помогая снять в дальнейшем успешную картину Вечная любовь (1963). Дебютом Ху как полноценного режиссёра стал фильм Дети Родины (1965), однако его запомнили по следующей работе, Выпей со мной (1966). Фильм стал первым успехом Ху и классикой жанра уся, а также сделал знаменитой актрису Чжэн Пэйпэй. Сочетая традиции фильмов про самураев с западными методами монтажа и китайской философией, заимствованной из китайской музыки и оперы, Ху положил начало новой эре в уся и начал постоянное использование женщины в качестве главного героя.
Оставив Shaw Brothers в 1966 году, Ху отправился на Тайвань, где снял другой фильм уся, Харчевня Дракона. Фильм побил рекорды по сборам, став хитом и классикой, особенно в Юго-Восточной Азии.
Главный из фильмов, которые иллюстрируют сочетание чань-буддизма и уникальной китайской эстетики является Прикосновение дзен, который получил приз на Каннском кинофестивале в 1975 году, и который многие считают шедевром. Другие фильмы, Дождь в горах и Легенда гор (обе картины вышли в 1979 и были сняты в Южной Корее), были основаны на историях Пу Сунлина Ляо-чжай-чжи-и. После выхода Прикосновения дзена Ху основал собственную кинокомпанию и сделал два фильма, Судьба Ли Хана (1973) и Храбрецы (1975), при ограниченном финансировании. В обоих фильмах бои ставил Саммо Хун.
Несмотря на благосклонные отзывы кинокритиков, более поздние картины Ху были менее успешными в прокате. К концу своей жизни, в 90-х годах, Кинг Ху поработал над двумя последними фильмами, Виртуоз и Раскрашенная кожа, которые не смогли достичь уровня популярности ранних уся-хитов. Последнее десятилетие своей жизни режиссёр жил в Лос-Анджелесе. Ху Цзиньцюань умер в Тайбэе из-за осложнений от ангиопластики.

## Избранная фильмография (режиссёр)
- Выпей со мной (1966)
- Харчевня Дракона (1967)
- Прикосновение дзена (1971)
- Судьба Ли Хана (1973)
- Храбрецы (1975)
- Дождь в горах (1979)
- Легенда гор (1979)
- Виртуоз (1990)
- Раскрашенная кожа (1993)